# Procladius fuscipes
Procladius fuscipes är en tvåvingeart som beskrevs av Chaudhuri och Debnath 1983. Procladius fuscipes ingår i släktet Procladius och familjen fjädermyggor. Inga underarter finns listade i Catalogue of Life.